# Plaza Colombia (Viña del Mar)
La plaza Colombia está ubicada en la ciudad de Viña del Mar, Chile, a un costado del Casino Municipal, y rodeada por las avenidas San Martín y Perú, y por la calle Teniente Merino.
Fue creada en 1941 luego de que una delegación diplomática colombiana visitara la ciudad. El 24 de enero de 1941 se inauguró por Armando Solero, consejero de la embajada de Colombia, un monumento a dicho país en el centro de la plaza, que consiste en un monolito de piedra con los escudos de Chile, Colombia y de Viña del Mar.
La plaza Colombia es parte del imaginario viñamarino y de las memorias emocionales de cada vecino y vecina, visitantes locales y turistas extranjeros que han tenido el privilegio de recorrer y caminar por el borde costero de Viña del Mar. Este espacio público es un ícono del paisaje cultural urbano de la ciudad, sin embargo a través del tiempo se ha visto afectado, no solo por la inclemencias del tiempo y la falta de mantención, sino también por proyectos de intervención sin participación ciudadana. En el mes de agosto (2025) la I. Municipalidad de Viña del Mar está llevando a cabo una consulta online "Mejoras Plaza Colombia". Sin embargo la organización ciudadana Viña Florece y el Comité de Defensa por el Borde Costero de Viña del Mar han generado otra consulta vecinal online: "Valoramos la Plaza Colombia". Una encuesta más cercana a los intereses de las y los viñamarinos con el objetivo de generar un diálogo pertinente y significativo; desde, para y con sus habitantes, generando procesos educativos que fortalezcan sus procesos identitarios de memoria situada. En el contexto de estas nuevas dinámicas territoriales, la organización Viña Florece invita a co(e)laborar desde las organizaciones ciudadanas, sociales, culturales, educativas, deportivas y comunitarias/barriales el derecho de habitar las ciudades en diálogo participativo con todas las y los actores involucrados desde una CIENCIA VECINAL.